# La Chaux-de-Fonds
La Chaux-de-Fonds és un municipi del cantó de Neuchâtel, cap del districte de La Chaux-de-Fonds. Es tracta de la tercera ciutat de la Suïssa romanda, després de Ginebra i Lausana.

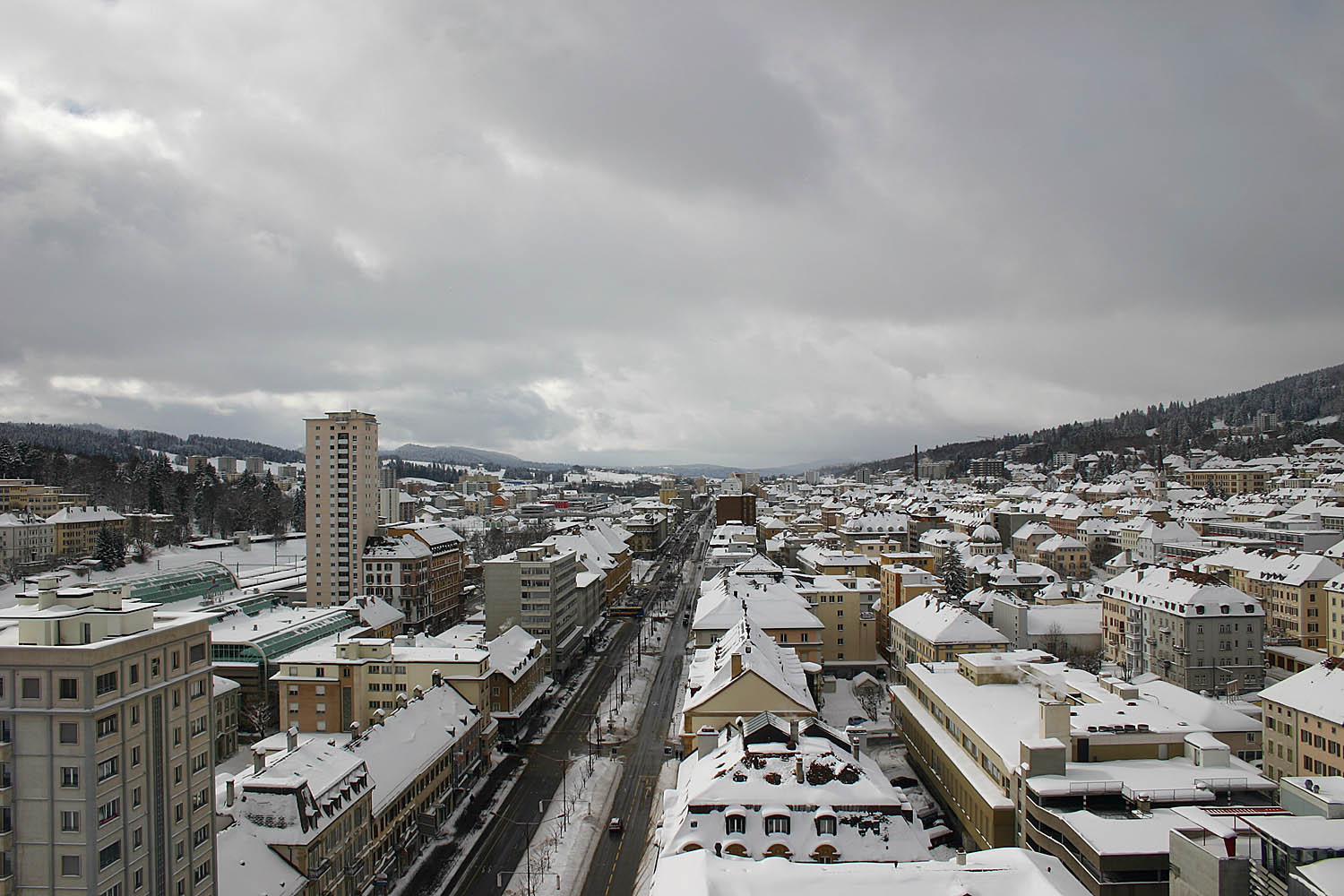
Centre de la Chaux-de-Fonds

## Fills il·lustres
- Georges Pantillon (1870-1962) inventor i músic.
- Georges-Louis Pantillon (1896-1992) compositor i director de cors.